# Michaił Sierguszew
Michaił Siergiejewicz Sierguszew, właśc. Markieł Prokopjewicz Aksionow (ros. Михаил Сергеевич Сергушев (Маркел Прокопьевич Аксёнов); ur. 1886 we wsi Korowino w guberni moskiewskiej, zm. 30 października 1930 w Moskwie) – radziecki działacz partyjny.

## Życiorys
Od 1904 działacz SDPRR, w grudniu 1905 aresztowany, w marcu 1907 skazany na dożywotnie osiedlenie w Syberii Wschodniej, 1913 amnestionowany. W 1916 ponownie aresztowany, skazany na zesłanie do rejonu turuchańskiego, 19 marca 1917 amnestionowany po rewolucji lutowej, od lipca do grudnia 1917 przewodniczący Sormowskiego Komitetu SDPRR(b) (gubernia niżnonowogrodzka). Od grudnia 1917 do stycznia 1919 sekretarz odpowiedzialny niżnonowogrodzkiego gubernialnego komitetu SDPRR(b)/RKP(b), od stycznia do lipca 1919 zastępca przewodniczącego, a od 23 lipca do 6 września 1919 przewodniczący gubernialnego komitetu RKP(b) w Niżnym Nowogrodzie, jednocześnie od lipca do września 1919 przewodniczący Komitetu Wykonawczego Niżnonowogrodzkiej Rady Gubernialnej. W październiku-listopadzie 1919 przewodniczący woroneskiego gubernialnego biura organizacyjnego RKP(b), od listopada 1919 do października 1920 przewodniczący woroneskiego gubernialnego komitetu RKP(b), 1920-1921 członek KC Komunistycznej Partii (bolszewików) Turkiestanu i kierownik Wydziału Organizacyjno-Instruktorskiego KC KP(b)T, 1921-1923 instruktor KC RKP(b), 1923-1924 na leczeniu. Od 1924 kierownik Wydziału Organizacyjno-Instruktorskiego Centralnej Komisji Kontrolnej RKP(b), od 31 maja 1924 do śmierci członek Centralnej Komisji Kontrolnej RKP(b)/WKP(b), inspektor Ludowego Komisariatu Inspekcji Robotniczo-Chłopskiej RFSRR, od grudnia 1927 członek Kolegium Partyjnego Centralnej Komisji Kontrolnej WKP(b).